# イスラエル中央統計局
イスラエル中央統計局（イスラエルちゅうおうとうけいきょく、ヘブライ語: הלשכה המרכזית לסטטיסטיקה, ラテン文字転写: HaLishka HaMerkazit LiStatistika、アラビア語: دائرة الإحصاء المركزية、略称: CBS）は、人口、社会、経済、産業、教育、物理的な社会基盤などイスラエルにおける生活のあらゆる側面に関する統計データを研究、公表するため、1949年に設立されたイスラエル政府の行政機関である。

## 活動
イスラエル首相の推薦に従って、政府統計専門職長官は任命される。イスラエル中央統計局は、エルサレム近隣にあるギバ・シャウルに本局、テルアビブには支局がある。イスラエル政府省庁は、政策決定、立案および開発における追跡をするため、イスラエル中央統計局によって集められたデータを使用している。また、データは学術研究機関と一般に利用可能である。イスラエル中央統計局は、他の国々と統計資料の比較を可能にする国際的に認められた規格に従っている。現在、国民経済（生産、消費、資本形成、労働生産性、貯蓄）、外国貿易および国際収支、異なる経済分野の活動（農業、生産、構築、輸送、通商、サービスなど）、商品およびサービスの価格、人口、世帯規模、雇用、教育、健康、犯罪、行政サービスなどの月次、四半期次、年次ごとにデータを収集している。イスラエル中央統計局は10年ごとに住宅の国勢人口調査を行っている、また、定期的にさまざまなテーマで一度かぎりの調査を実施している。イスラエル中央統計局の作業は、公開統計委員会によって監督されている。データは、イスラエルにおける統計的要約の中で、出版物のさまざまな分野で普及されている。頻繁に更新が行われている統計情報は、毎日の報道発表を通じて公共的関心をもたらしている。